# شيلبي ليمان
شيلبي ليمان (بالإنجليزية: Shelby Lyman)‏ هو مدرس وكاتب أمريكي، ولد في 22 أكتوبر 1936 في Brooklyn Jewish Hospital and Medical Center ‏ في الولايات المتحدة، وتوفي في 11 أغسطس 2019.

## وصلات خارجية
- شيلبي ليمان على موقع الاتحاد الدولي للشطرنج (الإنجليزية)
- شيلبي ليمان على موقع مباريات الشطرنج (الإنجليزية)
- شيلبي ليمان على موقع 365Chess.com (الإنجليزية)
- شيلبي ليمان على موقع Chesstempo.com (الإنجليزية)
- شيلبي ليمان على موقع الاتحاد الأمريكي للشطرنج (الإنجليزية)